# Octonión

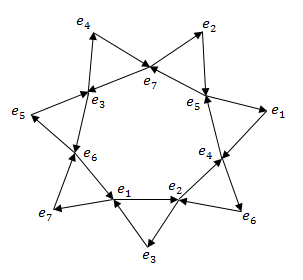
Octonión

Los octoniones son la extensión no asociativa de los cuaterniones. Fueron descubiertos por John T. Graves en 1843, e independientemente por Arthur Cayley, quien publicó el hallazgo por primera vez en 1845. Son llamados, a veces números de Cayley.
Los octoniones forman un álgebra 8-dimensional sobre los números reales y pueden ser comprendidos como un octeto ordenado de números reales. Cada octonión forma una combinación lineal de la base: 1, e1, e2, e3, e4, e5, e6, e7.
La forma de multiplicar octoniones está dada en la tabla siguiente:
| ·  | 1  | e1  | e2  | e3  | e4  | e5  | e6  | e7  |
| 1  | 1  | e1  | e2  | e3  | e4  | e5  | e6  | e7  |
| e1 | e1 | -1  | e4  | e7  | -e2 | e6  | -e5 | -e3 |
| e2 | e2 | -e4 | -1  | e5  | e1  | -e3 | e7  | -e6 |
| e3 | e3 | -e7 | -e5 | -1  | e6  | e2  | -e4 | e1  |
| e4 | e4 | e2  | -e1 | -e6 | -1  | e7  | e3  | -e5 |
| e5 | e5 | -e6 | e3  | -e2 | -e7 | -1  | e1  | e4  |
| e6 | e6 | e5  | -e7 | e4  | -e3 | -e1 | -1  | e2  |
| e7 | e7 | e3  | e6  | -e1 | e5  | -e4 | -e2 | -1  |

Este producto no es conmutativo ni asociativo. A causa de esta no asociatividad, los octoniones, a diferencia de los cuaterniones, no admiten una representación matricial.